# Mélissa Lauren
Mélissa Lauren, pseudonimo di Barbara Masvaleix (La Rochelle, 16 ottobre 1984), è un'ex attrice pornografica e regista pornografica francese.

## Biografia
Dopo un ciclo di studi durato tre anni per diventare cuoca professionale, Mélissa Lauren lavorò come pasticciera in un ristorante di lusso a Parigi.
Dopo aver letto su un giornale un'offerta di lavoro da parte del regista francese John B. Root, la Lauren iniziò a lavorare sul set sei giorni dopo, nel giugno 2003 a 18 anni.
I suoi genitori, che per lei aspiravano a una carriera come medico o avvocato, furono scioccati quando scoprirono che la figlia stava facendo pornografia. 
In seguito hanno accettato la sua scelta, dopo essere stati rassicurati sulle loro paure riguardo a un possibile uso di droga o a maltrattamenti. In seguito si è trasferita negli Stati Uniti dove ha acquisito notorietà internazionale nel settore ed è diventata una delle più famose attrici pornografiche francesi.
Melissa Lauren è molto nota per le sue scene di sesso orale, anale e interrazziale. Nel 2006 ha fatto il debutto alla regia per la società di produzione gonzo Combat Zone. Nel 2007 ha vinto l'AVN Award for Best Group Sex Scene (video) e nel 2008 l'AVN Award for Best Three-Way Sex Scene - Video.
Si è ritirata nel 2008.

## Vita privata
Ha un figlio, nato nel 2021.

## Riconoscimenti
- AVN Awards
  - 2007 – AVN Award for Best Group Sex Scene (video) per Fashionistas Safado: The Challenge con Belladonna, Adrianna Nicole, Jenna Haze, Gianna, Sandra Romain, Flower Tucci, Sasha Grey, Nicole Sheridan, Marie Luv, Caroline Pierce, Lea Baren, Jewell Marceau, Jean Val Jean, Christian XXX, Voodoo, Chris Charming, Erik Everhard e Mr. Pe[8]
  - 2008 – Best Three-Way Sex Scene per Fashionistas Safado: Berlin con Katsuni e Rocco Siffredi[9]

## Filmografia

### Attrice
- Celibataires (2003)
- Divino Dante (2003)
- French Connexxxion (2003)
- Lolitas Infirmières 2 (2003)
- Pretty Nina (2003)
- Sexe And Internet (2003)
- 1 in the Pink 1 in the Stink 5 (2004)
- 12 on One 2 (2004)
- 2 on 1 17 (2004)
- 5 Guy Cream Pie 14 (2004)
- 6th Trick (2004)
- A.N.A.L. 4: Wrong Hole (2004)
- Absolute Ass 2 (2004)
- Anal Addicts 17 (2004)
- Anal Retentive 4 (2004)
- Angel Plush (2004)
- Artcore 1: House of Whores (2004)
- Ass 2 Mouth 2 (2004)
- Ass 4 Cash 2 (2004)
- Ass Slaves 2 (2004)
- Ass 'troyed (2004)
- Ass Wreckage 2 (2004)
- Assault That Ass 4 (2004)
- Assed Out 2 (2004)
- ATM City 1 (2004)
- Barely Legal 48 (2004)
- Belladonna: My Ass Is Haunted (2004)
- Big Cock Seductions 13 (2004)
- Black in the Blondes 1 (2004)
- Black Initiations 1 (2004)
- Blow Jobs Gone Wild 1 (2004)
- Chasing The Big Ones 23 (2004)
- Craving Big Cocks 1 (2004)
- Cum Guzzlers 1 (2004)
- Cumstains 3 (2004)
- Dirty Blondes And Black Cocks 2 (2004)
- Double Her Pleasure (2004)
- Double Stuffed 4 (2004)
- Double Stuffed 5 (2004)
- Down the Hatch 13 (2004)
- Dripping Wet Pink 5 (2004)
- Dual Invasion 1 (2004)
- Eighteen 'N Interracial 14 (2004)
- Feeding Frenzy 5 (2004)
- Filthy Anal Instincts (2004)
- Flash 2 (2004)
- Fuck Dolls 3 (2004)
- Fully Loaded 1 (2004)
- Gang Bang 4 (2004)
- Gang Bang Darlings 3 (2004)
- Gangland 50 (2004)
- Girlvert 7 (2004)
- Girly Thoughts (2004)
- Give Me Gape 2 (2004)
- Gutter Mouths 30 (2004)
- Hardcore Models (2004)
- Hi-teen Club 8 (2004)
- Hustler XXX 26 (2004)
- I Wanna Get Face Fucked 1 (2004)
- I'll Do Anything for You 3 (2004)
- In the Sex Party: Lost Auditions 5 (2004)
- Innocence Baby Blue (2004)
- Interracial POV 2 (2004)
- Jack's Playground 14 (2004)
- Just Over Eighteen 10 (2004)
- Legal Tender 3 (2004)
- Lewd Conduct 21 (2004)
- Lipstick and Lingerie 2 (2004)
- Load In Every Hole 10 (2004)
- Meat Pushin In The Seat Cushion 4 (2004)
- Mr. Pete Is Unleashed 1 (2004)
- Multiples (2004)
- Myne Tease 3 (2004)
- No Cum Dodging Allowed 4 (2004)
- Nuts Butts Euro Sluts (2004)
- Opportunity Knocks (2004)
- Perverted POV 7 (2004)
- Plastic Penetrations (2004)
- POV Pervert 3 (2004)
- Private Thrills (2004)
- Pussy Whipped 3 (2004)
- Rear POV (2004)
- Rock Hard 2 (2004)
- Semen Sippers 3 (2004)
- Sensational Teens 1 (2004)
- Service Animals 18 (2004)
- Sex Total (2004)
- Sexe tentation (2004)
- Sexy Euro Girls 2 (2004)
- Shove It Up My... 2 (2004)
- Six Pack (2004)
- Slap Happy 6 (2004)
- Straight Up The Pipe (2004)
- Sweet Cheeks 5 (2004)
- Taboo 2 (2004)
- Teenage Spermaholics 1 (2004)
- Teenage Spermaholics 2 (2004)
- Teens Need Chocolate Cum 1 (2004)
- Ten Little Piggies 4 (2004)
- Toxic Anal (2004)
- Un-natural Sex 12 (2004)
- Virgin Surgeon 2 (2004)
- Wetter The Better 1 (2004)
- White Chicks Gettin' Black Balled 6 (2004)
- White Wife Black Cock 4 (2004)
- Wild Side 1 (2004)
- Wild Side 3 (2004)
- Xvizion 2 (2004)
- XXX Platinum Blondes 2 (2004)
- Young Dumb And Filled With Chocolate Cum 2 (2004)
- A2M 6 (2005)
- All About Anal 4 (2005)
- American Dreams (2005)
- Anal Expedition 6 (2005)
- Anal POV Sluts 2 (2005)
- Anal Prostitutes On Video 2 (2005)
- Anal Sinsations (2005)
- Anal Xcess 2 (2005)
- Analogy 2 (2005)
- Aphrodite's Lust (2005)
- Appetite For Ass Destruction 2 (2005)
- Artcore 3: Masquerade (2005)
- Ass Breeder 1 (2005)
- Ass Factor 1 (2005)
- Ass Fuck 1 (2005)
- Ass Fucked 2 (2005)
- Ass Pumpers 1 (2005)
- Assfixiation 1 (2005)
- Babes Illustrated 15 (2005)
- Backwash Babes (2005)
- Barely Legal All Stars 5 (2005)
- Be My Bitch 1 (2005)
- Belladonna: Fetish Fanatic 2 (2005)
- Belladonna's Fucking Girls 2 (2005)
- Big Ass Orgy (2005)
- Black Dick in Me POV 1 (2005)
- Black in the Crack Black in the Back 1 (2005)
- Black Inside Me 1 (2005)
- Blow Me Sandwich 7 (2005)
- Butts 2 Nuts 5 (2005)
- Crack Addict 3 (2005)
- Crack Her Jack 4 (2005)
- Cum Craving Teens 1 (2005)
- Cum Swappers 4 (2005)
- Destroy the World 2 (2005)
- Directors Cut DP's 1 (2005)
- Dirty Dykes (2005)
- Double Fucked 2 (II) (2005)
- Double Penetration 2 (2005)
- Double Penetration 3 (2005)
- DP Me Baby 1 (2005)
- Dream Teens 2 (2005)
- Elastic Assholes 3 (2005)
- Enchantress (2005)
- Erotic Cabaret 1 (2005)
- Euro Domination 5 (2005)
- Exotically Erotic (2005)
- F My A 1 (2005)
- Face Blasters 3 (2005)
- Face Fucked 2 (2005)
- Flesh Gallery (2005)
- Fresh Pussy 1 (2005)
- Fuck Me Like the Whore That I Am (2005)
- Getting Stoned 2 (2005)
- Glamazon (2005)
- Glamour Sluts 2 (2005)
- Go Fuck Yerself 2 (2005)
- Goo 4 Two 2 (2005)
- Good Source Of Iron 5 (2005)
- Gooey Buns 11 (2005)
- Grudge Fuck 4 (2005)
- Harder They Cum 4 (2005)
- Hellfire Sex 1 (2005)
- Hellfire Sex 2 (2005)
- Hellfire Sex 3 (2005)
- Here's The Thing About My Blowjobs (2005)
- Home Schooled 3 (2005)
- Hook-ups 8 (2005)
- House of Ass (II) (2005)
- Hustler Centerfolds 4 (2005)
- I Got Banged 4 (2005)
- I Love Black Dick 1 (2005)
- If It Ain't Black Take It Back 4 (2005)
- Initiations 16 (2005)
- Intensities In 10 Cities 2 (2005)
- Intimate Secrets 8 (2005)
- Jack's Teen America 8 (2005)
- Jailbait 1 (2005)
- Jeunes infimieres depravees (2005)
- Jungle Love 4: In the Mix (2005)
- Jungle Love 5: Interracial Game (2005)
- Just Popped In (2005)
- Justine's Red Letters (2005)
- Lauren Phoenix's Fuck Me (2005)
- Lawless Teens (2005)
- Lick Between the Lines 1 (2005)
- Liquid Gold 10 (2005)
- Love and Sex 2 (2005)
- Manhammer 4 (2005)
- Mom Likes to Hoe (2005)
- Mouth 2 Mouth 1 (2005)
- Mr et Mrs Sexxx (2005)
- Nailed With Cum (2005)
- Nailed With Cum 2 (2005)
- Nasty Sluts Who Love It In Their Ass (2005)
- Neo Pornographia 1 (2005)
- Neo Pornographia 2 (2005)
- Nina Hartley's Guide to G-spot Sex (2005)
- Nina Hartley's Private Sessions 19 (2005)
- No Holes Left Unfilled 2 (2005)
- No Man's Land Interracial Edition 8 (2005)
- Nuttin' Hunnies 2 (2005)
- Obsession 1 (2005)
- One In Every Hole 1 (2005)
- Oral Antics 3 (2005)
- Outnumbered 3 (2005)
- Planting Seeds 2 (2005)
- Playing with Melissa Lauren (2005)
- Pop 3 (2005)
- Potty Mouth (2005)
- Private Xtreme 17: Anal Freedom (2005)
- Private Xtreme 19: Anal Supremacy (2005)
- Rock Slut (2005)
- Rub My Muff 3 (2005)
- Searching For: The Anal Queen 2 (2005)
- Shut Up And Fuck Me 1 (2005)
- Sierra Has a Negro Problem (2005)
- Simple Sex (2005)
- Ski Bitch (2005)
- Skin 1 (2005)
- Smokin' Cracks (2005)
- Sodom 2 (2005)
- Soloerotica 8 (2005)
- Spent 2 (2005)
- Sperm Swappers 1 (2005)
- Sport Fucking 4 (2005)
- Spunk'd 2 (2005)
- Squirting 101 7 (2005)
- Stone Of Pleasure (2005)
- Stuff My Tiny Hole (2005)
- Superwhores 5 (2005)
- Taboo 5 (2005)
- Tarot (2005)
- Taste Her O-Ring (2005)
- Teenage Anal Princess 2 (2005)
- There's Something About Jack 35 (2005)
- Top Porn Stars (2005)
- Tough Love 4 (2005)
- True Porn Fiction (2005)
- Tyla's Anal Lust (2005)
- Very Very Bad Santa (2005)
- Violation of Melissa Lauren (2005)
- White Guy's POV 1 (2005)
- Worship This Bitch: Jazmin Edition (2005)
- Your Ass is Mine 1 (II) (2005)
- Anal Expedition 10 (2006)
- Anal MILFS Know How To Do It Best 1 (2006)
- Anal Renegades 1 (2006)
- Anal Xcess 3 (2006)
- Appetite for Destruction (2006)
- Ashton Asylum (2006)
- Ass Fantasies (2006)
- Ass Fukt 3 (2006)
- Ass Jazz 3 (2006)
- Ass Masters 2 (2006)
- Assploitations 6 (2006)
- Assturbators 3 (2006)
- Belladonna's Fucking Girls 3 (2006)
- Big Cocks In Her Little Box 3 (2006)
- Bitchcraft 1 (2006)
- Bring Your A Game 1 (2006)
- Butt Sluts 2 (2006)
- Caught Masturbating 2 (2006)
- Cream Pie Girls 3 (2006)
- Cum Fart Cocktails 4 (2006)
- Cum Guzzlers 5 (2006)
- Cum Worshipers (2006)
- Cumshitters 2 (2006)
- Cumstains 7 (2006)
- Custom Blowjobs (2006)
- Deep in Style (2006)
- Destination Dirtpipe 1 (2006)
- Dirty Girls (2006)
- Double Fuck (2006)
- Double Fucked 1 (II) (2006)
- Double Shocker 2 (2006)
- Double Shocker 3 (2006)
- Evilution 1 (2006)
- Fashionistas Safado: The Challenge (2006)
- Filth And Fury 1 (2006)
- Fuckin' Foreigners 1 (2006)
- Fucking Hostile 1 (2006)
- Gag Land 2 (2006)
- Gigantic Joggies 2 (2006)
- Hellcats 10 (2006)
- Hellfire Sex 5 (2006)
- Hellfire Sex 6 (2006)
- Hellfire Sex 7 (2006)
- Hellfire Sex 8 (2006)
- I Fucked the Black Basketball Team 1 (2006)
- Inception (2006)
- Jenna's Provocateur (2006)
- Krystal Therapy (2006)
- Lex Steele XXX 6 (2006)
- Lord of the Squirt 1 (2006)
- Mandingo Unleashed 1 (2006)
- Mayhem Explosions 5 (2006)
- Mind Blowers 2 (2006)
- Myne Fucked (2006)
- Myne Tease 4 (2006)
- Nassty Dreams 1 (2006)
- Nightmare 4 (2006)
- Nina Hartley's Private Sessions 20 (2006)
- Oral Support (2006)
- Party Mouth (2006)
- Pole Position POV 1 (2006)
- Ready Set Blow (2006)
- Rocco: Animal Trainer 20 (2006)
- Rocks That Ass 25 (2006)
- Rub My Muff 10 (2006)
- Sack Lunch 2 (2006)
- Service Animals 23 (2006)
- Sex Therapy 1 (2006)
- Shhwing (2006)
- Silent Night (2006)
- Slut Collector (2006)
- Small Sluts Nice Butts 5 (2006)
- Spent 3 (2006)
- Swallow Myne (2006)
- Tits: Young Ripe and Real (2006)
- Up in the Club: New York (2006)
- 3-Way Addiction 4 (2007)
- 7 Sexually Shocking Scenes 4 (2007)
- Always on Fire (2007)
- Anal MILFS Know How To Do It Best 2 (2007)
- Anal Sex Movie (2007)
- Ass Brand New 5 (2007)
- Bangin It Euro Style (2007)
- Big Boobs the Hard Way 2 (2007)
- BJ's In Hot PJ's (2007)
- Bra Bustin and Deep Thrustin 2 (2007)
- Brunettes Do It Better (2007)
- California Orgy 2 (2007)
- Climactic Tales (2007)
- Double Penetrations (2007)
- Fashionistas Safado: Berlin (2007)
- Fuck Me: Naomi (2007)
- Hellfire Sex 11 (2007)
- Hellfire Sex 9 (2007)
- Hustler Hardcore Vault 2 (2007)
- Jack's Big Tit Show 5 (2007)
- Julie's Handling It (2007)
- Kick Ass Chicks 40: Double Penetrations (2007)
- Master of Perversion (2007)
- Masturbation Mayhem 3 (2007)
- Me Myself and I 2 (2007)
- Meat My Ass 7 (2007)
- Mercedez Takes Control (2007)
- Mike John's Sperm Overload 1 (2007)
- Mr. Horse Cock Success Stinks (2007)
- My Space 1 (2007)
- Nina Hartley's Guide to Sex for the Bi-Curious Woman (2007)
- Operation: Desert Stormy (2007)
- Pipe Dreams (II) (2007)
- Pornochic 15: Melissa (2007)
- POV Fantasy 7 (2007)
- Predator 1 (2007)
- Pussy Foot'n 21 (2007)
- Russian Institute: Lesson 9 (2007)
- Sex Mania (2007)
- Sexual Tension 2 (2007)
- Slippery When Wet (2007)
- Soloerotica 9 (2007)
- Sorority Ass Jammers 2 (2007)
- Sperm Drains (2007)
- Tastes Like Cum 2 (2007)
- Toy Boxes 2 (2007)
- Virgin Patrol 4 (2007)
- 1 On 1 2 (2008)
- 279 More Pop Shots (2008)
- All About Anal 5 (2008)
- All About Me 2 (2008)
- All Holes No Poles 1 (2008)
- All New Busty Beauties (2008)
- Anal Beach Buns (2008)
- Anal Maniacs (2008)
- Anal Prostitutes On Video 6 (2008)
- Anal Sex 4 Dummys (2008)
- Anally Yours... Love, Brooke Haven (2008)
- Apprentass 9 (2008)
- Ass to Heels 4 (2008)
- Ass Watcher 5 (2008)
- Audrey Hollander Learns Kelly Wells What Assfisting Is (2008)
- Babes Illustrated 18 (2008)
- Bangers 2 (2008)
- Battle of the Sluts 2: Katsuni vs Melissa Lauren (2008)
- Best of Tory Lane (2008)
- Big Tits at School 3 (2008)
- Big Tits at Work 4 (2008)
- Bimbo Club 2: Atomik Boobs (2008)
- Blown Away 3 (2008)
- Brandon Iron's 287 Pop Shots (2008)
- Casino No Limit (2008)
- Consumer Affairs 1 (2008)
- Cum On In 5 (2008)
- Defend Our Porn (2008)
- Double Decker Sandwich 12 (2008)
- Evil Anal 7 (2008)
- Footman (2008)
- Gapeman 2 (2008)
- In Command (2008)
- Internal Cumbustion 13 (2008)
- It's a Girlfriend Thing (2008)
- Liar's Club (2008)
- Manhammer 8 (2008)
- Meet the Twins 11 (2008)
- Melissa Pure Sex (2008)
- My Scary Movix (2008)
- Naughty Office 14 (2008)
- No Swallowing Allowed 14 (2008)
- Porn Fidelity 14 (2008)
- Ritual (2008)
- Sinful Fucks (2008)
- Sweet Cream Pies 5 (2008)
- Tunnel Butts 1 (2008)
- Ultimate Porndolls (2008)
- Uninhibited (2008)
- Un-Natural Sex 22 (2008)
- Watch Your Back 1 (2008)
- Wrapped And Cumming (2008)
- Ass The New Pussy (2009)
- Big Tits Like Big Dicks 3 (2009)
- Blonde Teens Big Black Cocks (2009)
- Brunettes: The Darkside (2009)
- Club Jenna: The Anal Years (2009)
- Creamy Faces 1 (2009)
- Creamy Faces 2 (2009)
- Cum Stinking Feet (2009)
- Dangerous Dykes (2009)
- Dorcel Airlines: First Class (2009)
- Double Time (2009)
- Magical Feet 2 (2009)
- Mandingo vs. Jack 3: Anal Annihilation (2009)
- Meet the Twins 15 (2009)
- Monster Curves 5 (2009)
- No Man's Land 45 (2009)
- Nut Busters 11 (2009)
- POV Blowjobs 2 (2009)
- POV Overdose 2 (2009)
- Real Wife Stories 3 (2009)
- Titlicious 1 (2009)
- Watch Your Back 3 (2009)
- Woodman Casting X 66 (2009)
- Young MILF Pussy 2 (2009)
- All-Star Overdose (2010)
- Anal Attraction 1 (2010)
- Big Fucking Assholes 2 (2010)
- Bus Stop Oil Bangers (2010)
- Double Penetration Tryouts 10 (2010)
- Friends That Share (2010)
- I Love Threeways (2010)
- My Wife Loves Threesomes 3 (2010)
- Self Service Sex 1 (2010)
- Simple Fucks 7 (2010)
- Sunny Leone Loves HD Porn 2 (2010)
- Video Vixens (2010)
- Wild with Anticipation (2010)
- 3's Company (2011)
- Anal Facebath Whores (2011)
- Big Boob Addicts (2011)
- Dad's Gonna Be Mad (2011)
- Extreme Anal (2011)
- He Gets Your Pussy, I'll Take Your Ass (2011)
- Les Stars De Fred Coppula (2011)
- Pornochic 22: Femmes Fatales (2011)
- Real Workout 3 (2011)
- Redheads Vs. Blondes: Anal War (2011)
- Anal Artists 2 (2012)
- Anal Champions of the World 1 (2012)
- ASSministrators ASSistant (2012)
- Best Of Assed Out (2012)
- Big Tits Boss 21 (2012)
- Fuck My Gape (2012)
- Fucking Gaping Assholes (2012)
- Girls of Bang Bros 16: Madison Ivy (2012)
- Teenage Assfixiation (2012)
- Wife Switch 15 (2012)
- Ass To Mouth 2 (2013)
- Fresh Tang (2013)
- Fuck My Tight Asshole (2013)
- MILF Lesbian Orgy (2013)
- Prime Cuts: Double Decker Sandwich (2013)
- Assault On The Rectum 6 (2014)
- Cream Pie Superstars (2014)
- Flooding My Inbox (2014)
- Ladies Room (2014)
- Our 1st Threesome (2014)

### Regista
- Cumaholics 1 (2006)
- Hellfire Sex 4 (2006)
- Hellfire Sex 5 (2006)
- Hellfire Sex 7 (2006)
- Hellfire Sex 8 (2006)
- Plucked Then Fucked 1 (2006)
- Anal Asspirations 7 (2007)
- Girls Will Be Girls 1 (2007)
- Girls Will Be Girls 2 (2007)
- Hellfire Sex 10 (2007)
- Hellfire Sex 11 (2007)
- Hellfire Sex 9 (2007)
- Un-Natural Sex 21 (2007)
- Girls Will Be Girls 3 (2008)
- Hellfire Sex 12 (2008)
- Un-Natural Sex 22 (2008)
- Anal 2 on 1 (2010)